# 長吻蝠屬
長吻蝠屬（学名：Choeroniscus），哺乳綱、翼手目、葉口蝠科的一屬，而與長吻蝠屬（小長吻蝠）同科的動物尚有墨西哥長吻蝠屬（墨西哥長吻蝠）、長舌葉鼻蝠屬（長吻長舌葉鼻蝠）、長鼻蝠屬（南美長鼻蝠）等之數種哺乳動物。

## 下属物种
本属包括以下物种：
- Choeroniscus godmani (Thomas, 1903)
- Choeroniscus intermedins (J.A.Allen & Chapman, 1893)
- 小長吻蝠 Choeroniscus minor (Peters, 1868)
- Choeroniscus periosus Handley, 1966